# 니키타 크류코프
니키타 발레리예비치 크류코프(러시아어: Ники́та Вале́рьевич Крю́ков, 1985년 5월 30일~)는 러시아의 크로스컨트리 스키 선수이다. 2010년 동계 올림픽에서 남자 개인 스프린트 금메달을 획득했고 2014년 동계 올림픽에서 남자 단체 스프린트 은메달을 획득했다.